# Дом «Слово»: Неоконченный роман (фильм 2021)
Дом« Слово»: Неоконченный роман (укр. Будинок „Слово“: Нескінчений роман ) — украинский художественный фильм режиссёра Тараса Томенко. Фильм-драма  об украинских писателях, собранных под одной крышей и вынужденных работать в условиях советской пропаганды. 
Мировая премьера состоялась на 37-м Варшавском кинофестивале (2021). Украинская премьера состоялась на фестивале Mykolaichuk OPEN в Черновцах (2022). Фильм вышел в кинотеатрах 9 мая 2024 года.

## Сюжет
В 1927 году по приказу Сталина в Харькове был построен специальный жилой дом с названием «Слово», в котором поселили лучших украинских деятелей искусства — поэтов, писателей, художников, режиссёров. В то время простое предложение места в этом здании уже было знаком высокого признания для любой творческой личности. Однажды появляется новичок. Он работает корректором в газете и мечтает войти в число ведущих писателей. Чтобы получить место в здании, ему нужен совершенно особый талант — талант подслушивать и сообщать обо всем услышанном агенту НКВД.

## Актёры
- Дмитро Виилов — Остап Вишня
- Остап Дзядек[укр.]  — Василь Седляр
- Вячеслав Довженко — Мыкола Хвылевой[3]
- Олег Иваница[укр.] —  гость из  Германии (Бертольт Брехт), высоко оценивший произведение «Коммунары»
- Андрей Исаенко[укр.]  — Майк Йогансен[3]
- Марина, Кошкина[укр.] — Галя, работница кафетерия в Доме «Слово»
- Станислава Красовская[укр.] — Наталия Ужвий
- Евгений Ламах[укр.]— Иван Багряный
- Андрей Май[укр.] — Владимир Сосюра
- Нина Набока[укр.]— Валя, работница кафетерия в Доме «Слово»
- Юрий Одинокий — Менер, офицер НКВД[4]
- Дмитро Олейник —Владимир Акимов[5]
- Анжелика Петровская — продавщица цветов
- Геннадий Попенко[укр.] —  Михайль Семенко[3]
- Станислав Сукненко — Лесь Курбас
- Константин Темляк[укр.] — Павел Тычина
- Ясиновский Роман[укр.] — Григорий Эпик[3]

## Производство
Историческая драма режиссёра Тарас Томенко написана в соавторстве с Любовью Якимчук. В 2017 году Томенко снял документальный фильм Дом «Слово», который вдохновил его на дальнейшее изучение советской эпохи и её ключевых фигур. Проект художественного фильма вошёл в число победителей конкурса Государственного агентства Украины по вопросам кино и получил государственное финансирование, покрывающее половину затрат на производство.
Любовь Якимчук определила жанр фильма так: 
Это драма с элементами детектива. (...) В фильме показаны операции советской разведки и секретные механизмы её работы (мы изучали это по историческим руководствам разведки), городская жизнь Харькова с его театрами и кафе, а в одном эпизоде — украинское село во время Голодомора.
Фильм стал ответом на огромный спрос на информацию о поколении 1920-х годов (Расстрелянное возрождение), возникший после полномасштабного вторжения России на Украину.

### Бюджет
Кинопроект вошел в число победителей 10-го конкурсного отбора Государственного агентства Украины по вопросам кино. Сумма государственной финансовой поддержки составила 30 022 698 гривен (половина общей стоимости производства фильма).

## Общественный отклик
Фильм вызвал ажиотаж на фестивале Kharkiv MeetDocs, который проходил в кинотеатре «Жовтень» в Киеве. 24 февраля 2023 года фильм был показан в Сейме Литвы в Вильнюсе. Мероприятие было приурочено к годовщине полномасштабного вторжения России в Украину . Фильм представили продюсеры Филипп Ильенко, Олег Щербина и Ростислав Мартинюк.
Кинокритик Игорь Кромф назвал полнометражный режиссерский дебют Тараса Томенко «одной из лучших исторических драм в современном украинском кино». Публицист Виталий Портников расценил фильм как возможность поразмышлять о жителях «Дома Слова» как о людях, которые «пытались творить и преуспевать в условиях фактической утраты государственности».
Журналист Юрий Луканов критиковал фильм: «Когда сфабрикованные события подаются как исторические факты, которые легко проверить, это может подорвать доверие ко всему фильму, особенно для зрителей, которые не очень хорошо знакомы с историческим контекстом».Ютубер Виталий Гордиенко  подчеркнул, что сценарная команда пожертвовала историями реальных деятелей эпохи Расстрелянного возрождения в пользу вымышленного персонажа Акимова, а также отметил статичное развитие персонажа Николая Хвылевого на протяжении всего фильма.

## Награды
На Международном кинофестивале в Кошице (2022) фильм получил награду за лучший полнометражный фильм.
Фильм получил четыре награды на Международном кинофестивале «I Will Tell» во Флориде, США (2022).
В 2024 году митрополит Епифаний (предстоятель Православной Церкви Украины )  встретился с создателями фильма в своей резиденции и вручил церковные награды создателям фильма и благотворителям проекта 